# Diamona & Harnisch
Diamona & Harnisch ist eine Immobilienfirma, die sich auf die Entwicklung von Projekten der gehobenen Preisklasse in Berlin konzentriert. Sie stand wegen ihrer Rolle bei der Gentrifizierung von Berlin und ihrer steuerlichen Praktiken in der Kritik.
Die Firma ist laut Eigenbeschreibung „eine Partnerschaft, die aus der Diamona Holding B.V. und dem Berliner Projektentwickler Harnisch & Partner besteht.“ Als Geschäftsführer sind Arie Elkon, Eyal Elkon und Alexander Harnisch aufgeführt.
Diamona & Harnisch behauptet auf seiner Webseite, seit 2008 mehr als 900 Wohnungen fertiggestellt und ein Umsatz von mehr als 600 Millionen Euro erzielt zu haben. Zu den Projekten gehört der sogenannte Diplomatenpark im Berliner Botschaftsviertel.
Die Tätigkeiten von Diamona & Harnisch, insbesondere die Entwicklungsprojekt Wieland & Pestalozzi und Schlüter 18, waren 2023 der Fokus der Podcastserie 'Teurer Wohnen' von detektor.fm, über den unter anderem die Frankfurter Allgemeine Zeitung und die taz berichteten. In der Serie wurde unter anderem ihre Verwicklung mit Schwester- oder Muttergesellschaften in Steueroasen wie Zypern und Schönefeld beleuchtet. Die Serie lief auf radioeins und ist in der ARD Audiothek abrufbar.